# Aurad (S), Bidar
Aurad (S) là một làng thuộc tehsil Bidar, huyện Bidar, bang Karnataka, Ấn Độ.